# كونيهارو ناكاموتو
كونيهارو ناكاموتو (باليابانية: 中本 邦治) (29 أكتوبر 1959 في هيروشيما في اليابان – )؛ هو لاعب كرة قدم ياباني سابق كان يلعب كمدافع. سبق له أن لعب مع منتخب اليابان.

## وصلات خارجية
- كونيهارو ناكاموتو على موقع الاتحاد الدولي (مؤرشف)  (الإنجليزية)
- كونيهارو ناكاموتو على موقع ناشيونال فوتبول تيمز (الإنجليزية)
- كونيهارو ناكاموتو على موقع عالم كرة القدم.نت (الإنجليزية)
- National Football Teams
- Japan National Football Team Database